# Четврти Доктор
Четврти Доктор је инкарнација Доктора, протагонисте британске научнофантастичне телевизијске серије Доктор Ху. Глумио га је глумац Том Бејкер.
У оквиру приповедања серије, Доктор је вековима стар ванземаљац Временски господар са планете Галифреј који путује кроз време и простор у ТАРДИС-у, често са пратиоцима. На крају живота, Доктор се регенерисао па су се због тога физички изглед и личност Доктора променили. У регенерацији му претходи Трећи Доктор (Џон Пертви), а следи га Пети (Питер Дејвисон).
Бејкер тумачи Четвртог Доктора као ћудљиву и понекад замишљену особу чија је огромна лична топлина понекад ублажена његовом способношћу за праведни гнев. Његови почетни сапутници били су новинарка Сара Џејн Смит (Елизабет Слејден) која је путовала са његовом претходном инкарнацијом и хирург-поручник Хари Саливен (Ијан Мартер) из UNIT-а. Његови каснији сапутници били су ратница Лила (Луиз Џејмсон), пас робот К9 (Џон Лисон и Дејвид Брајерли), Господарица времена Романа (Мери Там и Лала Ворд), тинејџер математички геније Адрик (Метју Вотерхаус), тинејџерка ванземаљска аристократкиња Ниса (Сара Сатон) и аустралијска стјуардеса Теган Јованка (Џенет Филдинг).
Бејкер је глумио лик седам узастопних сезона, што је и даље најдужи стаж било ког глумца који је тумачио главну улогу, рачунајући и класичну и савремену серију. Бејкеров мандат Доктора је веома цењен међу обожаваоцима серије и сматра се једном од најпознатијих инкарнација овог лика.

## Преглед
Четврти Доктор се појавио у 172 епизоде (179, рачунајући регенерацију на крају Планете паука и незавршену Шаду) у раздобљу од седам година, од 1974. до 1981. То га чини најдужим Доктором у серији.
Такође се појавио у специјалу Пет Доктора (преко снимка из непотпуне Шаде) и на крају се појавио као Доктор у добротворном специјалу Величине у времену (осим низа телевизијских реклама на Новом Зеланду 1997.).
Ова инкарнација се генерално сматра једном од најпрепознатљивијих Доктора и једном од најпопуларнијих, посебно у Сједињеним Државама. У анкетама које је спровео Часопис Доктор Ху, Том Бејкер је изгубио категорију „Најбољи Доктор“ само три пута: једном од Силвестера Мекоја (Седмог Доктора) 1990. и два пута од Дејвида Тенанта (Десетог Доктора) 2006. и 2009. године. Ексцентрични стил облачења и говора Четвртог Доктора – посебно његов заштитни знак ношења дугачког шала и наклоности према гуменим бомбонама – учинио га је одмах препознатљивом фигуром и брзо је заокупио машту публике. Продуцент Бејкерових раних сезона Филип Хинчлајф изјавио је да се боемски изглед Четвртог Доктора и стил против естаблишмента допао старијим студентима. Време Четвртог Доктора је значајно повећано у бројкама гледаности у просеку између 8 и 10 милиона гледалаца само у првој години (20–25 процената целокупне гледаности у Британији). До 1979. године, бројке су се кретале у просеку између 9 и 11 милиона, достижући чак 16,1 милион за последњу епизоду Града смрти (иако је то било за време обуставе рада техничара ИТВ-а 1979. што је значило да је ББЦ био једини емитер тих неколико недеља).
Пошто је наследио Трећег Доктора Џона Пертвија, Бејкеров приказ Четвртог у почетку није наишао на одушевљење свих критичара. Један писац у Дневној пошти пожалио се почетком 1975. да, „Господин Бејкер чини да Доктор Ху изгледа као Харпо Маркс пуштен из Хорс Федерса“. Сам Бејкер је одговорио рекавши: „ Не играмо Доктора Хуа за смех. Покушавам да нагласим његову необичност, да није са овог света, није човек, па ће се његова реаговања разликовати од наших. Све то схватам веома озбиљно. Мора да буде истински драг, да не буде задовољан насиљем и мора да буде искрен. Хуморан, али никада комичан."
Ту су и романи и аудио драме у којима се појављује Четврти Доктор. Две ране аудио драме у којима Том Бејкер говори о Четвртом Доктору датирају из Бејкеровог телевизијског мандата пошто је он углавном одбијао да се појављује у даљим аудио драмама откако је напустио серију. Међутим, 2009. године објављено је да ће ББЦ Аудио продуцирати нови низ од пет делова

## Биографија
Након тровања зрачењем од кристала планете Метебелис 3, Трећи Доктор се враћа у штаб UNIT-а у ТАРДИС-у где му Господар времена К'Анпо Римпоче помаже у регенерацији (Планета паука).
У својој новој инкарнацији, Доктор је нестрпљив да напусти Земљу у корист истраживања, повлачећи се на тај начин од континуираног ангажмана са UNIT-ом (са којим је блиско сарађивао као Трећи Доктор). Такође се уморио од рада за Господаре времена. Упркос покушајима да их у потпуности избегну, Господари времена настављају да га шаљу у повремене задатке, укључујући покушај да спрече стварање Далека (Постање Далека), током којих он такође упознаје Давроса. Доктор путује са новинарком Саром Џејн Смит, са којом се спријатељио пре регенерације, и, једно време, са хирургом-поручником UNIT-а Харијем Саливеном.
Након битке са Зајгонима у Шкотској, Хари (управо је провео читаву сезону са Доктором док су покушавали да се врате у ТАРДИС) одлучио је да је вожња возом безбеднија од ТАРДИС-а који су Доктор и Сара Џејн изабрали да покушају закажите термин у Лондону. Уместо тога, завршили су на планети Зета Минор (Планета зла), која се налази на далекој ивици познатог универзума. Од овог тренутка, Доктор и Сара Џејн су путовали сами.
Докторово дружење са Саром Џејн окончано је када је добио телепатски позив Галифреју, пошто људима тада није било дозвољено да на планети. Испоставило се да је позив део замке коју је поставио његов непријатељ Господар. Одметнути Господар времена је потрошио све своје регенерације и дегенерисао се у нешто више од осушене костурске љуске. Доктору је намештено убиство председника Високог савета господара времена и стављен на суђење. Да би избегао погубљење, Доктор се позива на опскурни закон и проглашава се кандидатом за ту функцију, дајући себи време које му је потребно да докаже своју невиност и разоткрије правог кривца. Ово на крају доводи до врхунске битке са Господаром (Смртоносни убица).
Доктор је виђен како први пут путује сам, враћајући се на планету коју је посетио вековима раније. Током своје претходне посете, случајно је утиснуо сопствени ум у моћни рачунар брода људске колоније, Ксоанон, остављајући га са више личности. Приликом своје друге посете Доктора сада памте као злог бога потомци колониста, од којих су неки постали ратничко племе звано Севатим. Пошто је Доктор излечио рачунар, једна од Севатима Лила, придружује му се на његовим путовањима (Лице зла). Доктор доводи интелигентну, али необразовану Лилу на многаа места у људској историји, учећи је о науци и прошлости њене врсте. У викторијанском Лондону, пар сусреће мађионичара Лија Хсиена Ченга и његовог господара, самозваног Венг-Ћанга (Канџе Венг-Ћанга). Откривено је да је Венг-Ћанг злочинац који скаче у времену из далеке будућности Земље.
Касније, Доктор и Лила посећују медицински центар Би-Ал фондације, где набављају пса робота К9 (Невидљиви непријатељ). Док К9 не функционише исправно, временска дисторзија води ТАРДИС назад у савремену руралну Енглеску. Док истражују изобличење, Лила и он се суочавају са древним бићем које се храни смрћу из историје Господара времена, званим Фендал (Слика Фендала). На крају, Доктор се враћа на Галифреј и проглашава се за Господара председника, на основу избора одржаних током његове претходне посете. Ово је у ствари трик да се открије и порази план инвазије Вардана, што је довело до неочекиване последице остављања Галифреја отвореном за напад Сонтаранаца (Најезда времена). Након тога, Лила и К9 одлучују да остану на Галифреју. Доктор се теши производњом К9 Марк II.
Убрзо након тога, моћни Бели Чувар задаје Доктору задатак да пронађе шест сегмената Кључа времена, шаљући младу жену Господара Времена по имену Романа (како ју је тумачила Мери Там) да му помогне. Двоје Галифрејанаца путују на разне планете, сусрећу се са чудним и необичним савезницима и непријатељима, окупљају шест сегмената и побеђују једнако моћног Црног Чувара који је тражио Кључ за себе. Након завршетка потраге, Романа се регенерише у нову фигуру (коју је тада тумачила Лала Ворд) (Судбина Далека).
У покушају да избегне Црног Чувара, Доктор угради „Насумичњак“ у ТАРДИС тако да чак ни Црни Чувар не може да предвиди куда иду. Поружно, прво место које им Насумичњак шаље је матична планета Далека, Скаро (Судбина Далека). Можда због тога, Доктор почиње често да управља машином, прво путујући у Париз на одмор, да би био ухваћен у план ванземаљаца да украде Мона Лизу (Град смрти). На крају је потпуно одбацио уређај, напоменувши да му је досадило да не зна куда иде.
Убрзо након тога, Четврти Доктор и Романа се пројектују изван познатог универзума и у универзум негативних смерница, познат као Споља-простор. ТАРДИС слеће на планету звану Алзериус (Пун круг) где им се придружује младо чудо по имену Адрик. У Е-простору Доктор уништава последње расе огромних вампира који су некада претили целом животу у његовом универзуму. На крају, Доктор и његово двоје сапутника налазе се у белој празнини без смерница, својеврсној мембрани између два универзума. Ускоро се ствара излаз, али Романа и К9 одлучују да остану како би помогли у ослобађању рода поробљених створења у Е-простору (Ратничка капија).
Доктор и Адрик су се управо вратили када су замољени да помогну људима Тракена од створења познатог као "Мелкур". На Тракену, Адрик и Доктор се упознају са аристократском тинејџерком Нисом од Тракена. И Ниса и њен отац Тремас помажу Доктору да заустави Мелкура за кога се у ствари открива да је још један ТАРДИС који контролише Господар. Господар је тесно поражен, али успева да преузме Тремасово тело и тако себи даје нову инкарнацију.
Доктор одлучује да отпутује на Земљу да скенира праву полицијску кутију као део плана за поправку „Камелеонског кола“, механизма који мења облик у ТАРДИС-у. Међутим, Доктор убрзо примећује тајанствену сабласну фигуру која га гледа у даљини. На крају се суочава са фигуром која га упозорава на будуће опасности.
Док се Доктор спрема да отпутује на планету Логополис како би поправио Камелеонско коло, Теган Јованка се појављује у соби са конзолом (која се претходно изгубила у ходницима ТАРДИС-а). Провод између Е-простора и нашег сопственог универзума је откривено да је наелектрисано вакуумско извођење (ВИ) које су створили математичари Логополиса као део система који омогућава Универзуму да настави даље од своје тачке топлотне смрти. Појављује се Ниса, објашњавајући да ју је у Логополис довела иста фигура коју је Доктор наишао. Логополис убрзо пада под Господареву контролу, али застојно поље које он ствара на крају ослобађа ентропију и еродира материју широм универзума, претећи да уништи цео универзум.
Господар пристаје да помогне Доктору да заустави ширење Ентропије прилагођавањем радио телескопа пројекта Фарос на Земљи тако да они могу поново да отворе ВИ. Међутим, када је Господар покушао да преузме контролу над њим, Доктор трчи испод преврнуте радио антене да пресече кабл који повезује Господара са ВИ-јевима. Господар чини да се посуда окреће тако да ће Доктор пасти у смрт. Пре него што је пао, успео је да откине кабл, а његови пратиоци гледају како се држи за кабл. Како му стисак почиње да попушта, он види виђења свих непријатеља са којима се суочавао током година, а затим пада. Адрик, Ниса и Теган окупљају се око смртно рањеног Доктора и прозивају његово име. Доктор почиње да виђа приказе свих својих пратилаца, па чак и бригадира који га зове по имену.
Затим подиже поглед на њих тројицу и изговара своје последње речи: „Крај је – али тренутак је припремљен за...“ Затим показује на фигуру Чувара одевену у бело која почиње да му прилази. Чувар, испољавање Докторове будуће инкарнације, спаја се са Доктором и покреће његову регенерацију. „Он је све време био Доктор“, примећује Ниса, док га троје гледа како се претвара у Петог Доктора.
Четврти Доктор се поново појављује у специјалу поводом 20. годишњице Пет Доктора (1983). Одметнути Господар времена покушава да извуче првих пет инкарнација Доктора из времена, нехотице заробивши Четвртог Доктора (и Роману) у „временски вртлог“ из којег су касније ослобођени. Четврти Доктор је такође имао малу кратко појављивање на почетку Величина у времену, упозоравајући своју Трећу, Пету, Шесту и Седму инкарнацију да пазе на Рани. Кратки холографски снимци Четвртог Доктора појављују се у епизодама „Следећи Доктор“ (2008) и „Једанаести час“ (2010).
У специјалу поводом педесете годишњице „Дан Доктора“ (2013), Четврти Доктор се поново појављује у исечцима док се прошле и будуће инкарнације окупљају да помогну у спасавању Галифреја. Том Бејкер се такође појављује у последњој сцени епизоде као тајанствени старији кустос музеја који се појављује одмах пошто је Једанаести Доктор приметио да би волео да једног дана задржи овај посао. Он алудира на своју сличност са Четвртим Доктором говорећи о враћању „старих омиљених“ лица и наговештавајући да би и он могао бити или је био Доктор.

## Изглед
Импозантно висок, са очима које изгледају као да се непрестано тресе, густом коврџавом косом и истакнутим зубима, Доктор више овли одећу која се обично састоји од беле кошуље, прслука, кравате, панталона, саратног капута (са џеповима који садрже наизглед бескрајан низ наизглед бескорисних предмета који би ипак одговарали Докторовим намерама када се користе), федора и, што је најпознатије, његов непрактично дугачак, разнобојни шал који му је очигледно исплела мадам Нострадамус (коју он назива "духовита мала плетиља"). Када је оштећен у Ковчегу у свемиру (1975), Доктор са жаљењем изјављује да је „незаменљив“.
Према Бејкеровим речима, Докторов шал је замисао костимографа Џејмса Ачесона. Ачесон, мало знајући о плетењу, набавио је велике количине вуне разних боја и наручио својој пријтељици Бегонији Поуп да направи шарени дизајн. Наставила је да користи сву приложену вуну, што је довело до сулудо дугачког, али иконичног додатка.
Продуцент Филип Хинчлајф је од гардеробе направио три различита капута за Бејкера које ће носити у зависности од врсте приче, од којих је прва била јакна за сафари од рђе коју је носио током целе своје прве сезоне, друга два (у целој дужини) капута су била од тамно браон плиша (за мрачније хорор приче) и тамносмеђег твида (за више акцијских прича). Одељење за гардеробу је такође обезбедило браон федору од филца широког обода. Остатак је често бирао из сопствене одеће (као што су кравате, панталоне и прслук). Шири шал светлије боје дебитовао је у Бејкеровој четвртој сезони, а светло браон капут је представљен крајем његове пете сезоне. Бејкер се такође појавио у јединственом костиму инспирисаном Шерлоком Холмсом у Талонима Вен-Ћанга.
Према речима творца серије и Бејкера, изглед лика је првобитно био заснован на сликама и постерима Анрија де Тулуз-Лотрека његовог пријатеља Аристида Бруанта, певача и власника ноћног клуба чији је заштитни знак био црни огртач и дугачак црвени шал.
Када је Џон Нејтан-Тернер постао продуцент серије у Бејкеровој прошле године, Четврти Доктор је био први који је носио одевни предмет украшен знаком питања као мотивом, у овом случају, изнад тачака на крагни кошуље. Његов целокупни костим је поново израђен, мењајући фокус боје из браон у бордо. Дизајнерка Џун Хадсон је касније у изјави открила да јој је Нејтан-Тарнер чак дао дозволу да у потпуности скине шал ако хоће. Хадсонова је одлучила да задржи шал јер је то био тако иконски део лика, променивши га у гримиз са љубичастим пругама.

## Стил прича
Ране приче о Четвртом Доктору одликовале су се снажном темом „готичког хорора”. Двојац сценариста Роберта Холмса и продуцента Филипа Хинчлајфа свесно је користио хорор иконе попут мумија (Пирамиде Марса) и Франкенштајна (Мозак Морбијуса и Робот), вампира (Стање распада) и Џекила и Хајда (Планета зла), па чак и трансформација (Ковчег у свемиру и Семе пропасти) и разне теме попут ванземљских отмица. У овим причама, добили су научнофантастично објашњење, а не типичну магију.
Хинчлајфова ера (1974–1977) једна је од најконтроверзнијих у класичној серији, све већи хорор елементи и прикази насиља изазвали су много критика од стране Мери Вајтхаус која је претходно напала еру Барија Летса због серијала попут Терор Отонаца (1971). Контроверза је навела генералног директора ББЦ-а да се извини Вајтхаусовој због завршетка једне епизоде Семена пропасти (1976). Хинчлајф је пребачен у полицијску драму Мета 1977. на крају своје треће године. Грејем Вилијамс – који је развијао Мету – доведен је да преузме дужност продуцента Бејкерове четврте сезоне.
Вилијамс је добио конкретна упутства да ублажи тон прича, чиме је играо на Бејкерове снаге. Међутим, прве три приче (које су биле усмерене на претходни стил) већ су биле наручене. Роберт Холмс је пристао да остане да их уређује, али је на крају отишао пошто је урадио само прве дв Хорор Фенг Рока (1977) и Невидљиви непријатељ (1977). Задатак уређивања Слике Фендала (1977) пао је на његовог наследника Ентонија Рида. Сезона је била само за длаку завршена. Пошто глумци и екипа пати од сагоревања и недостатка средстава, завршница сезоне Најезда времена (1978) завршено је углавном захваљујући томе што је написано да користи већ постојеће сетове, реквизите и костиме.
За своју другу сезону, Вилијамс и Рид су испланирали свеобухватну причу која ће се провлачити кроз целу сезону. Уз већу уређивачку контролу, такође је одлучено да сценаристи ставе већи нагласак на елементе фантазије и хумора. Холмс је написао прву причу, Операција Рибос (1978), а сценаристка екипа Боба Бејкера и Дејва Мартина обрадила је оно што ће бити последња прича сезоне Чинилац Армагедона (1979). Даглас Адамс је написао другу причу Гусарска планета (1978), док је други новајлија Дејвид Фишер написао трећу и четврту причу. Потешкоће су поново почеле да настају када је пропала пета прича. Роберт Холмс је пристао да напише оно што ће постати Моћ Крола (1978–79).
Вилијамсова трећа и последња година у серији сматра се високом тачком у погледу оцена и прича за целу серију. Међутим, то се показало још тежим за Вилијамса иза кулиса јер му је било све теже да се носи са Томом Бејкером. Најгледанија епизода икада била је „Четврти део“ Града смрти (Фишера, Адамса и Вилијамса) која је привукла 16,1 милион гледалаца. Даглас Адамс је постао уредник сценарија и његов стил се може видети у дијалозима и причама. На пример, у Судбини Далека (1979), Адамс је укључио сцену Доктора заробљеног испод стене која подсећа на сличну сцену у другом серијалу Аутостоперског водича кроз галаксију. Његово време као уредник сценарија било је оптерећено проблемима. Адамс је често морао да увелико уређује, па чак и преписује приче. Још једном, суочен са изгарањем и недостатком средстава, Адамс је на крају пристао да напише последњу причу Шада. Продукција се показала тешком и на крају је била недовршена због обуставе рада на ББЦ-у. Вилијамс је напустио серију, незадовољан што је напустио оно што је сматрао ниским гласом.
У 18. сезони, Џон Нејтан-Тарнер је постао продуцент серије. Увео је низ промена у серију, укључујући ублажавање хумора и увођење више концепата научне фантастике. Током ове сезоне, Четврти Доктор је постао веома пригушен и, повремено, меланхоличан. Бејкер је сезону почео лошег здравља, иако се на крају опоравио. И глумац и лик деловали су приметно старији и уморни, због Бејкеровог мршавог изгледа и седе косе. Бејкеру је ту улогу било све теже и теже одржавати, а претходна сезона га је посебно исцрпљивала. Многе приче ове сезоне такође су имале елегичан тон, са темом ентропије и пропадања.
Нови уредник сценарија Кристофер Бидмид нашао се суочен са озбиљним проблемом од самог почетка свог времена у серији. На крају је многе приче које му је Адамс оставио сматрао неупотребљивим јер су превише блиске хумористичким причама из претходне сезоне. Једини који је на крају користио била је Кошница за слободу (1980), али тек пошто ју је увелико уредио. Бидмид је замолио пар пријатеља писца да смисле шта би била друга прича сезоне Меглос (1980) која се на крају сматрала једним од најслабијих серијала у историји серије до тог тренутка.
Бидмид је почео да добија на замаху тек до пете приче Ратничка капија. Прича је значајна по Докторовом мрачном расположењу и привидној жељи за смрћу, као и по изненађујуће одраслој природи приче. Надреални елементи, чак и елементи налик на снове, као што су временска померања и ходање кроз огледала, такође су донели причи одређену разлику. На наваљивање Џона Нејтан-Тернера, Господар је враћен. То је постигнуто тако што је Бидмид променио негативца у Чувару Тракена (1981) у Господара.
Свеобухватна тема пропадања долази до закључка у Бејкеровој последњој причи Логополис (1981) коју је Бидмид лично написао. Прича је посебно суморна, понекад чак и суморна. Теме пропадања и смрти су константне у причи, персонификоване у сабласном Чувару који је заправо претеча „смрти“ Четвртог Доктора.
У причама Четвртог Доктора било је мање непријатеља који се понављају (или се враћају) него у претходним ерама. Далеци су се појавили само два пута, а Киберљуди су имали само једну причу Освета Киберљуди (1975). UNIT, који се појавио у већини пустоловина Трећег Доктора, појавио се само у четири ране приче о Четвртом Доктору, играјући мању улогу у свом последњем појављивању у 13. сезони у Семену пропасти (1976) у којој се нико од редовног особља UNIT-а није појавио.
У исто време, приче као што је Смртоносни убица (1976) успоставиле су већину митологије која окружује Господаре времена и Докторову матичну планету Галифреј и то ће остати кључна карактеристика остатка класичне серије и још увек се осећа у оживљеном серије. На пример, утврђено је да Господари времена имају само ограничен број регенерација, што је покретачка тачка заплета у причама Модрин бесмртни, Пет Доктора, 23. сезони, телевизијском филму из 1996. и божићном специјалу из 2013. „Време Доктора“.

## Остала помињања
Прикази Четвртог Доктора појављују се у серијалима Петог Доктора Земмљотрес (1982), Модрин бесмртни (1983) и Васкрснуће Далека (1984) и у серијалима 21. века у епизодама „Следећи Доктор“, „Једанаести час“, „Подстанар“ и „Кошмар у сребрном“. Његов глас је такође коришћен у епизоди „Скоро људи“. Четврти Доктор се такође појављује у бљеску из прошлости Саре Џејн у „Лудачи на тавану“ преко снимака преузетих из Руке страха. Слични бљескови из прошлости се појављују у причи о пустоловинама Саре Џејн „Смрт доктора“. У „Имену Доктора“, накратко га је видела Клара Освалд како лута ТАРДИС-ом (клип преузет из Најезде времена). Такође је виђен као одјек који пролази поред Кларе унутар временског тока Једанаестог Доктора на крају „Имена Доктора“. Архивске слике су коришћене за његово појављивање у „Дану Доктора“. Током специјала, Том Бејкер је тумачио тајанственог кустоса који разговара са Једанаестим Доктором и наговештава му да би он могао бити будућа варијанта Доктора који "поново посећује" омиљену прошлу инкарнацију. Четврти Доктор је такође накратко виђен током Господарициног излагања борбених андроид убица Дванаестог Доктора („Вештица је позната (2. део)“).

## Међународни пријем
За публику у Сједињеним Државама која је серију гледала само у дистрибуцији (углавном на ПБС-у), Том Бејкер је био инкарнација Доктора који је најпознатији јер су његове епизоде биле оне које су најчешће емитоване у држави. Прве четири ове сезоне које је Временски живот дистрибуирао имале су додато приповедање Хауадра да Силве на почетку и на крају сваке епизоде. Такође у Италији, где већина класичних серијала Доктора Хуа никада није емитована на телевизији, једине епизоде које су емитоване биле су епизоде Четвртог Доктора.

## Друга појављивања

### Пародије
Особит изглед и манир Четвртог Доктора учинили су га метом љубазне пародије. Лик се појавио неколико пута у Симпсоновима и два пута у Пилету роботу. Такође се на кратко појављивао и у Футурами која излази из стомака свемирског кита и у још једној епизоди у којој је накратко виђен како трчи у ТАРДИС. У Штреберима, Стјуарт се маскирао као Четврти Доктор на забави у епизоди „Рекомбинација Лиге правде“. У рачунарској игрици Хјуго II: Ко је крив? , играч може спасити Четвртог Доктора од Далека у замену за његов звучни шрафцигер. Често га глуми имитатор Џон Калшо у радио и телевизијској серији Мртва звона који је такође дао глас Доктору у аудио драми Творац краљева "Big Finish"-a. Архивски снимци прве насловне секвенце Четвртог Доктора коришћени су у епизоди Породичног човека „Плава жетва“ за пародирање хиперпростора из Ратова звезда. У Америчком тати! приказани су неки Хувијанци, а неколико их је било обучено као Четврти Доктор. Као приповедач Мале Британије, Том Бејкер је и сам алудирао на Доктора Хуа. У 24. епизоди серије Епске реп битке историје, Десетог Доктора је у реп бици са Докторомом Брауном из Повратка у будућност Далек упуцао па се регенерисао у Четвртог Доктора (кога је играо Џорџ Ватски).
Позадински лик који се појављује у једној епизоди Лондонске здравице кога је тумачио Луис Меклауд веома личи на четврту инкарнацију Доктора, а у самој епизоди се у великој мери наговештава да је то он. Питер Дејвисон, који је играо пету инкарнацију, такође се појављује у серији као он лично.

### Реклама
Године 1979. и 1980. Том Бејкер је играо Четвртог Доктора (поред Романе Лале Ворд) у низу од четири телевизијске рекламе за Prime рачунар. Пошто му се нису свиђали сценарији које је добио, Бејкер је пристао да сними рекламе само ако може сам да их преправи и додао је сцену у којој Доктор следи упутства рачунара да жени Роману. Године 1997, Бејкер је поновио ту улогу у споту за новозеландску Народно осигуравајуће друштво за пензију.

### Аудио драма
- Доктор Ху и Пескатони

### ББЦ аудио драме
- Истраживање Земље: "Времеплов"
- Кошница
- Потрага за утваром
- Змијски грб

Том Бејкер је такође снимио приповедање у лику Четвртог Доктора за аудио издање Постања Далека из 1976. године које је ББЦ накнадно поново издао на касети и ЦД-у као радио драму. Бејкер се поново вратио Доктору Хуу за издавање аудио касета из 1990-их са „изгубљеним“ причама о Доктору Хуу. За неке од ових прича он је у лику Доктора. За друге, он само даје описну приповедање.